# 皮孔翅子藤
皮孔翅子藤（学名：Loeseneriella lenticellata）是卫矛科翅子藤属的植物，为中国的特有植物。分布于中国大陆的广东、广西等地，生长于海拔650米至1,050米的地区，见于山谷疏林中，目前尚未由人工引种栽培。